# 朝倉えりか
朝倉 えりか（あさくら えりか、1987年2月11日 - ）は日本の元タレント、元女優。
東京都葛飾区出身。ホリ・エージェンシーに所属していた。

## 略歴
- 1995年 - 劇団ひまわり入団、入団当時の芸名は大柳絵梨香。
- 1999年 - 朝日放送「得するテレビ」に次女役でレギュラー出演。
- 2004年1月 - ホリエージェンシーへ移籍、現芸名に改名。
- 2019年8月、ホリエージェンシーを退所。芸能の仕事から離れるとし、事実上の芸能界引退[1]。

## 出演

### テレビドラマ
大柳絵梨香名義含む。
- 勇気をだして（1998年7月20日 - 8月28日、TBS） - リサ 役
- ココだけの話 「不機嫌なめざめ」（2001年3月3日、テレビ朝日）
- キテレツ（2002年1月1日、NHK教育） - 御代田ミヨ子 役
- 天使の歌声〜小児病棟の奇跡〜（2002年8月9日、フジテレビ）
- 茂七の事件簿 新ふしぎ草紙 最終話（2002年9月20日、NHK） - お陸 役
- スカイハイ2 第8話（2004年3月12日、テレビ朝日）
- WATER BOYS2（2004年7月6日 - 9月21日、フジテレビ） - 歌江 役
- ほんとにあった怖い話 「影」（2005年2月21日、フジテレビ） - 木原裕子 役
- ディビジョン1（フジテレビ）
  - 青空恋星（2005年3月16日 - 23日） - 原陽子 役
  - お台場冒険王SP 彼氏宣誓!! 最終話（2005年8月24日） - 優子 役
- アテンションプリーズ 第2話（2006年4月25日、フジテレビ）
- まるまるちびまる子ちゃん 第15話（2007年8月9日、フジテレビ）
- 星新一ショートショート 「妖精」（2008年5月26日、NHK） - ケイ 役
- トンスラ 第7話 - 第8話（2008年11月16日 - 23日、日本テレビ） - 安美 役
- 探偵Xからの挑戦状! 「サンタとサタン」（2009年4月22日、NHK）
- 椿山課長の七日間（2009年12月19日、テレビ朝日）
- 左目探偵EYE 第3話（2010年2月6日、日本テレビ） - 西田智絵 役
- ゲゲゲの女房 第2週 - 最終週（2010年4月8日 - 9月25日、NHK） - 飯田（森川）いずみ 役
- 土曜ワイド劇場（テレビ朝日 / 朝日放送）
  - 人類学者・岬久美子の殺人鑑定 - 遠藤亜由美 役
    - 1（2010年9月4日）
    - 2（2011年8月6日）
    - 3（2013年3月2日）
    - 4（2013年9月21日）
    - 5（2014年11月8日）

  - 100の資格を持つ女7（2013年6月15日） - 田中栞 役
  - 終着駅の牛尾刑事VS事件記者・冴子15（2016年1月9日） - 遠山千明 役
- 金曜プレステージ（フジテレビ）
  - 山村美紗サスペンス 京都・源氏物語殺人絵巻（2010年11月12日） - 吉田夕子 役
  - 悪女たちのメス（2011年12月9日）
  - ドルチェ（2012年10月12日） - 絵里 役
- 月曜ゴールデン（TBS）
  - 警視庁再犯防止課 真崎英嗣（2011年8月1日） - 綾香 役
  - 十津川警部シリーズ52（2014年5月12日） - 岩本恵 役
- 秘密諜報員 エリカ 第10話（2011年12月8日、読売テレビ） - 本多彩花 役
- スイッチガール!! 第5話 - 第6話（2012年1月28日 - 2月4日、フジテレビTWO）
- たぶらかし-代行女優業・マキ- 第3話（2012年4月19日、読売テレビ） - 岡崎まき 役
- 遺留捜査 第2シリーズ 第7話（2012年8月30日、テレビ朝日） - 永沢美紗 役
- 原宿ネストカフェ 第2話（2012年10月13日、TBS）
- So long ! 第3夜（2013年2月13日、日本テレビ）
- 金曜ロードSHOW!（日本テレビ）
  - チープ・フライト（2013年3月1日） - 三つ葉綾乃 役
    - もうひとつのチープフライト（2013年2月26日 - 28日）

  - 磁石男（2014年6月13日） - 鈴木広美 役
  - Dr.ナースエイド（2014年11月7日）
  - 北風と太陽の法廷（2017年） ‐ 黒崎早苗
- 刑事110キロ 第3話（2013年5月9日、テレビ朝日） - 吉川佐智絵 役
- ガラスの家 第3話（2013年9月17日、NHK） - 泉田華子 役
- S -最後の警官-（2014年1月19日 - 3月16日、TBS） - 矢島絵美 役
- 私の嫌いな探偵 第3話（2014年1月31日、テレビ朝日） - 烏賊神墨麗 役
- 家族狩り 第4話（2014年7月25日、TBS） - 看護師 役[2]
- 匿名探偵 第4話（2014年8月1日、テレビ朝日） - 久松カンナ 役
- 8.12日航機墜落30回目の夏生存者が今明かす"32分間の闘い"〜ボイスレコーダーの"新たな声"（2014年8月12日、フジテレビ） - 岡本真由美 役
- HERO 最終話（2014年9月22日、フジテレビ） - 若泉理紗 役
- 最強のオンナ（2014年10月5日、MBS） - 橘 役
- ファーストクラス 第4話（2014年11月5日、フジテレビ）
- 銭の戦争（2015年1月6日 - 3月17日、関西テレビ） - 目黒桃子 役
- 天使と悪魔-未解決事件匿名交渉課- 第4話（2015年5月1日、テレビ朝日） - 綿貫香苗 役
- デッドストック～未知への挑戦～ 第6話（2017年8月26日、テレビ東京）

### 映画
- 集団殺人クラブ 最後の殺戮（2004年7月10日、ケイエスエス） - ヒロミ 役
- 69 sixty nine（2004年7月10日、東映）
- 絶対恐怖 Pray プレイ（2005年10月15日、日本出版販売 / ポニーキャニオン）
- 春の雪（2005年10月29日、東宝）
- 着信アリ Final（2006年6月24日、東宝） - 矢澤みのり 役
- だからワタシを座らせて。通勤電車で座る技術!（2006年10月7日、sazanami） - 白鳥涼子 役
- あかね空（2007年3月31日、角川ヘラルド）
- アンラッキー★パンダ（2007年7月14日、吉本興業）
- トリハダ‐劇場版‐（2012年9月13日、クロックワークス）
- 君が愛したラストシーン（2013年4月6日、アルゴ・ピクチャーズ）
- 遠くでずっとそばにいる（2013年6月15日、ソニーPCL）
- 新大久保物語（2013年11月16日、ユナイテッドエンタテインメント） - 沙苗 役
- くじけないで（2013年11月16日、松竹）
- 娚の一生（2015年2月14日、ショウゲート） - 鯰田みゆき 役
- S -最後の警官-（2015年8月29日、東宝） - 矢島絵美 役
- 媚空 -ビクウ-（2015年11月14日公開） - 紗夜 役[3]
- ROKUROKU（2018年1月27日、	キュー・テック）
- オズランド 笑顔の魔法おしえます。（2018年秋公開予定、HIGH BROW CINEMA/ファントム・フィルム）

### バラエティ
- 得するテレビ（2001年8月26日 - 2002年3月31日、朝日放送）
- 世界ウルルン滞在記（2007年1月21日、MBS） - 旅人
- 山本耕史“スイートJAM”（2007年10月4日 - 2010年3月25日、BSジャパン） - MCアシスタント
- おはスタ（2008年4月4日 - 2009年4月3日、テレビ東京） - 第1部MC
- Toyota Motorsports Network（2008年11月25日 - 2011年、フジテレビTWO） - MC
- キャラ☆キング（2008年 - 2009年、独立UHF局）
- 痛快TV スカッとジャパン(2015年 - 、フジテレビ)

### CM
- B&Cラボラトリーズ クレンジングリサーチソープ
- 大塚ベバレジ MATCH - 恋愛篇
- トミー てのひらピカチュウ
- 任天堂 ポケモンスタジアム
- TOYOTA イプサム
- ダスキン（2004年）
- ベネッセ 進研ゼミ・高校講座（2004年）
- 小林製薬 アイボン（2007年）
- 興和（コルゲンコーワIB透明カプセル,IB錠TX） - 赤
- CMX 東京マラソン×山崎製パン・ランチパック
- INFO-CX 京王グループ

### PV
- 三浦大知「Your Love feat.KREVA」
- YO-KING「遠い匂い」
- LOONIE「春ウララ ルララ」

### 舞台
- Dream Quest
- ザギンの野暮天（2007年6月） - スズ役
- 路地裏の優しい猫（2008年2月、赤坂RED/THEATER） - シャボン、マル、幼い頃のカズエ、セイコ 役（4役）
- 学園マジック（2008年6月、笹塚ファクトリー）
- 火男の火（2008年12月、シアターアプル） - 舞舞役
- office inveider produce stage #01「100LIFE」（2010年4月、前進座劇場）

## 作品

### イメージビデオ
- 朝倉えりか1/2・朝倉えりか2/2（期間限定で2004年12月22日発売）

DVD付カップラーメン（エースコック）をローソン限定販売。
- MODERN TIMES（2005年3月25日発売、フォーサイド・ドット・コム）

### 音楽
- キラキラ♡魔女っ娘♡cluv（2010年2月10日発売、P-Vine、オムニバスアルバム参加）

初回特典として、本人のコメント入りCDが封入された。また2010年3月14日に渋谷AXで行われた発売記念ライブにも参加し、この曲を歌った。
- スキ? キライ!? スキ!!!（ゼロの使い魔〜双月の騎士〜OP）（朝倉えりか×LATIN QUARTER（Pan Pacific Playa）名義）